# Madagaszkári ölyv
A madagaszkári ölyv (Buteo brachypterus) a madarak osztályának vágómadár-alakúak (Accipitriformes) rendjébe, ezen belül a vágómadárfélék (Accipitridae) családjába tartozó faj.

## Rendszerezése
A fajt Gustav Hartlaub német orvos és ornitológus írta le 1860-ban.

## Előfordulása
Madagaszkár területén honos. Természetes élőhelyei a szubtrópusi vagy trópusi cserjések, szavannák, síkvidéki és hegyi esőerdők, sziklás környezetben, valamint ültetvények és szántóföldek. Állandó, nem vonuló faj.

## Megjelenése
A testhossza 51 centiméter, szárnyfesztávolsága 93-110 centiméter.

## Természetvédelmi helyzete
Az elterjedési területe nagyon nagy, egyedszáma pedig stabil. A Természetvédelmi Világszövetség Vörös listáján nem fenyegetett fajként szerepel.